# Xanthosine monophosphate
Xanthosine monophosphate hay còn gọi là Xanthylate là một chất trung gian trong quá trình trao đổi chất purine. Nó là một ribonucleoside monophosphate. Nó được tạo thành từ IMP thông qua hoạt động của IMP dehydrogenase, và nó tạo ra GMP thông qua hoạt động của GMP synthase. Thêm vào đó, XMP có thể được sản sinh từ XTP bởi enzyme deoxyribonucleoside triphosphate pyrophosphohydrolase bao gồm hoạt động của (d)XTPase.
Tên viết tắt của nó là XMP.